# العلاقات العراقية الليتوانية
العلاقات العراقية الليتوانية هي العلاقات الثنائية التي تجمع بين العراق وليتوانيا.

## مقارنة بين البلدين
هذه مقارنة عامة ومرجعية للدولتين:
| وجه المقارنة                                              | العراق                       | ليتوانيا                                                    |
| --------------------------------------------------------- | ---------------------------- | ----------------------------------------------------------- |
| المساحة (كم2)                                             | 437.07 ألف                   | 65.30 ألف                                                   |
| عدد السكان (نسمة)                                         | 38.27 مليون                  | 2.79 مليون                                                  |
| الكثافة السكانية (ن./كم²)                                 | 87.56                        | 42.73                                                       |
| العاصمة                                                   | بغداد                        | فيلنيوس، كاوناس                                             |
| اللغة الرسمية                                             | اللغة العربية، اللغة الكردية | اللغة الليتوانية                                            |
| العملة                                                    | دينار عراقي                  | ليتاس ليتواني، يورو                                         |
| الناتج المحلي الإجمالي (بليون دولار)                      | 197.72 مليار                 | 47.17 مليار                                                 |
| الناتج المحلي الإجمالي (تعادل القوة الشرائية) بليون دولار | 560.73 مليار                 | 84.06 مليار                                                 |
| الناتج المحلي الإجمالي الاسمي للفرد دولار أمريكي          | 4.94 ألف                     | 14.15 ألف                                                   |
| الناتج المحلي الإجمالي للفرد دولار أمريكي                 | 15.06 ألف                    | 27.69 ألف                                                   |
| مؤشر التنمية البشرية                                      | 0.654                        | 0.839                                                       |
| رمز المكالمات الدولي                                      | +964                         | +370                                                        |
| رمز الإنترنت                                              | .iq                          | .lt                                                         |
| المنطقة الزمنية                                           | ت ع م+03:00، ت ع م+04:00     | ت ع م+02:00، ت ع م+03:00، أوروبا/فيلنيوس ‏، توقيت شرق أوروبا |

## منظمات دولية مشتركة
يشترك البلدان في عضوية مجموعة من المنظمات الدولية، منها:
| علم المنظمة | اسم المنظمة                        | تاريخ انضمام العراق | تاريخ انضمام ليتوانيا |
| ----------- | ---------------------------------- | ------------------- | --------------------- |
|             | الاتحاد الدولي للاتصالات           | 12 نوفمبر 1928      | 1 يوليو 1923          |
|             | مؤسسة التنمية الدولية              | 29 ديسمبر 1960      | 23 سبتمبر 2011        |
|             | منظمة حظر الأسلحة الكيميائية       | ?                   | ?                     |
|             | يونسكو                             | 21 أكتوبر 1948      | 7 أكتوبر 1991         |
|             | الأمم المتحدة                      | 21 ديسمبر 1945      | 17 سبتمبر 1991        |
|             | وكالة ضمان الاستثمار متعدد الأطراف | 6 أكتوبر 2008       | 8 يونيو 1993          |
|             | مؤسسة التمويل الدولية              | 27 ديسمبر 1956      | 15 يناير 1993         |
|             | البنك الدولي للإنشاء والتعمير      | 27 ديسمبر 1945      | 6 يوليو 1992          |
|             | الاتحاد البريدي العالمي            | ?                   | ?                     |
|             | منظمة الشرطة الجنائية الدولية      | ?                   | ?                     |

## أعلام
هذه قائمة لبعض الشخصيات التي تربطها علاقات بالبلدين:
- آلاناس تشوشناو (مغني ليتواني، 11 يوليو 1974 – )

## وصلات خارجية
- موقع وزارة الخارجية العراقية
- موقع وزارة الخارجية الليتوانية